# Nowe Kotkowice
Nowe Kotkowice (dodatkowa nazwa w j. niem. Neu Kuttendorf) – wieś w Polsce, położona w województwie opolskim, w powiecie prudnickim, w gminie Głogówek. Historycznie leży na Górnym Śląsku, na ziemi prudnickiej. Położona jest na terenie Kotliny Raciborskiej, będącej częścią Niziny Śląskiej.
W latach 1975–1998 miejscowość należała administracyjnie do ówczesnego województwa opolskiego.
Według danych na 2011 wieś była zamieszkana przez 105 osób.
Przysiółkiem wsi jest Chudoba.

## Geografia

### Położenie
Wieś jest położona w południowo-zachodniej Polsce, w województwie opolskim, około 12 km od granicy z Czechami, w zachodniej części Kotliny Raciborskiej, tuż przy granicy powiatu prudnickiego z powiatem krapkowickim (gmina Walce). Należy do Euroregionu Pradziad.

### Środowisko naturalne
W Nowych Kotkowicach panuje klimat umiarkowany ciepły. Średnia temperatura roczna wynosi +8,4 °C. Duże zróżnicowanie dotyczy termicznych pór roku. Średnie roczne opady atmosferyczne w rejonie Nowych Kotkowic wynoszą 629 mm. Dominują wiatry zachodnie.

### Integralne części wsi
| SIMC    | Nazwa   | Rodzaj     |
| ------- | ------- | ---------- |
| 0493876 | Chudoba | przysiółek |

Panorama wsi

## Nazwa
Istnieją dwie wersje pochodzenia nazwy Kotkowice. Pierwsza z nich związana jest z kuciem koni. Druga z pobytem mnichów, ponieważ der Kuttentrager oznacza mnicha, więc Neu Kuttendorf to „nowa mnisia wieś”.
W Spisie miejscowości województwa śląsko-dąbrowskiego łącznie z obszarem ziem odzyskanych Śląska Opolskiego wydanym w Katowicach w 1946 wieś wymieniona jest pod polską nazwą Kutkowice Nowe. 9 grudnia 1947 nadano miejscowości nazwę Nowe Kotkowice. 1 grudnia 2009 wprowadzono dodatkową nazwę wsi w języku niemieckim – Neu Kuttendorf. Nazywana też Kotkowice Nowe.

## Historia

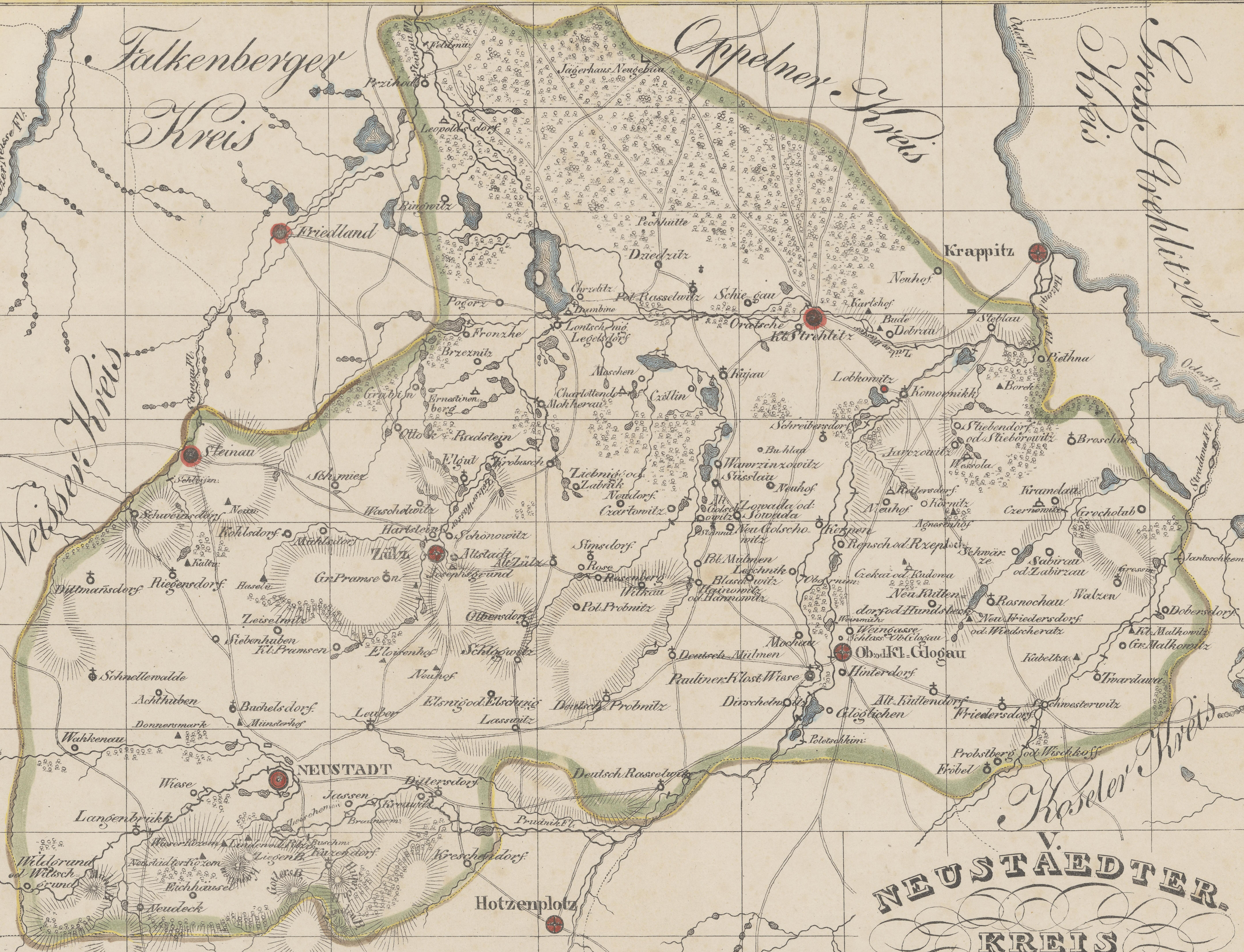
Nowe Kotkowice (Neu Kuttendorf od. Hundsteck) wśród miejscowości ziemi prudnickiej na mapie z XIX wieku

Do 1742 wieś należała do powiatu sądowego głogóweckiego w Monarchii Habsburgów. Po I wojnie śląskiej znalazła się w granicach Królestwa Prus i weszła w skład powiatu prudnickiego w prowincji Śląsk. Pod koniec XIX wieku w Nowych Kotkowicach powstały pierwsze zabudowania folwarczne. Zarządcą był wówczas Hans Beck.
Według spisu ludności z 1 grudnia 1910, na 165 mieszkańców Nowych Kotkowic wszyscy posługiwali się językiem polskim. W 1913 we wsi wzniesiono kaplicę. W 1921 w zasięgu plebiscytu na Górnym Śląsku znalazła się tylko część powiatu prudnickiego. Nowe Kotkowice znalazły się po stronie wschodniej, w obszarze objętym plebiscytem. Do głosowania uprawnionych było w Nowych Kotkowicach 89 osób, z czego 66, ok. 74,2%, stanowili mieszkańcy (w tym 62, ok. 69,7% całości, mieszkańcy urodzeni w miejscowości). Oddano 85 głosów (ok. 95,5% uprawnionych), w tym 85 (ok. 100%) ważnych; za Niemcami głosowało 78 osób (ok. 91,8%), a za Polską 7 osób (ok. 8,2%).

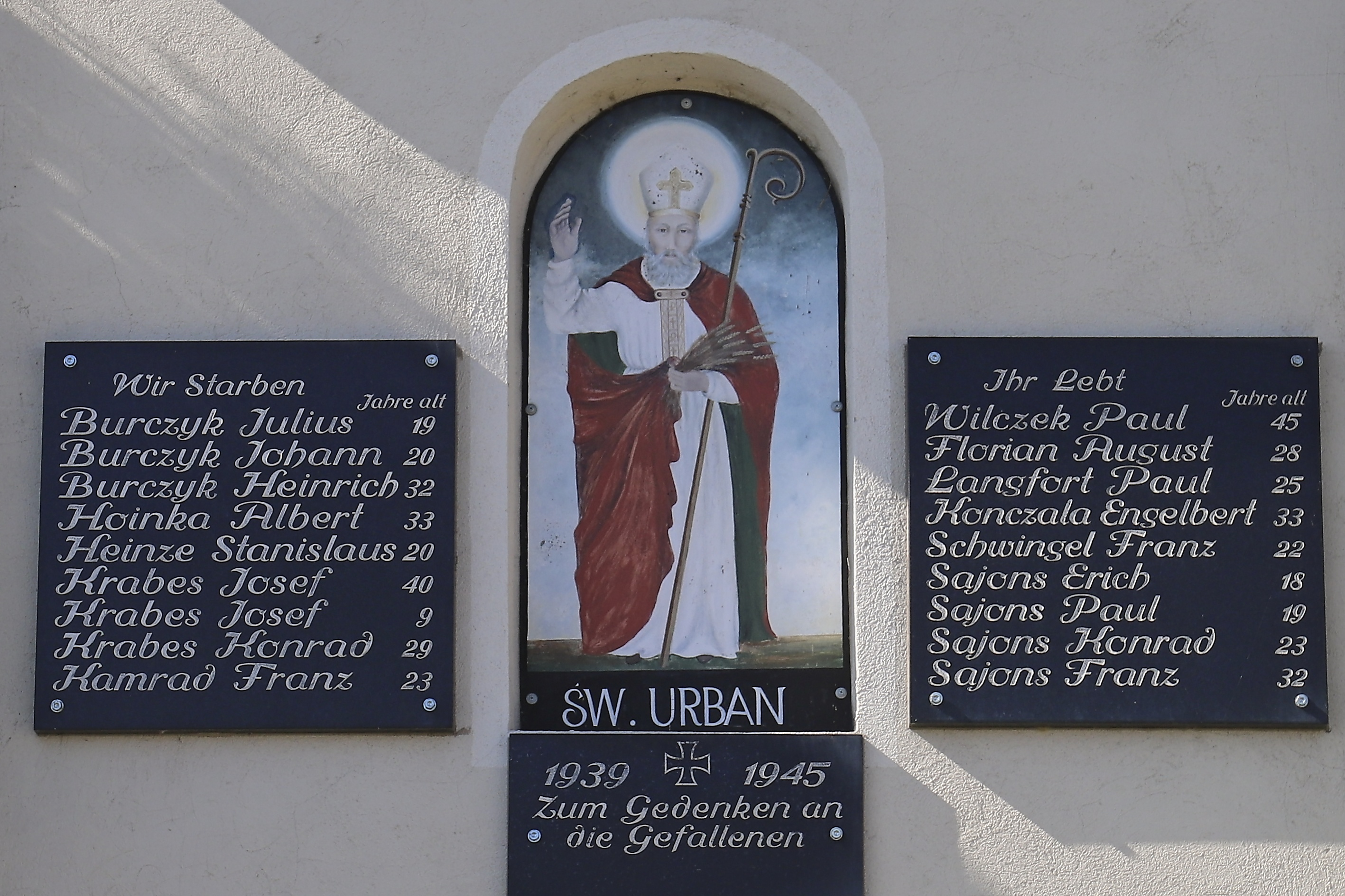
Lista mieszkańców poległych w II wojnie światowej

Na przełomie lat 20. i 30. XX wieku Oppersdorffowie sprzedali ziemię, którą odkupili najemni pracownicy miejscowego folwarku. W 1932 zabudowania folwarczne sprzedano rodzinom: Pastuszka, Wilczek i Linde. We wsi znajdowała się karczma. W 1935 na polach w pobliżu Nowych Kotkowic powstało lotnisko sportowo-treningowe (Lotnisko Rossweide). W 1937 zostało rozbudowane i przekształcone w ośrodek szkoleniowo-wojskowy. Podczas II wojny światowej na miejscu znajdowała się jednostka Flugplatzkommando C 14/VIII in Rossweide (komendatura lotnicza). We wrześniu 1939 z lotniska w Nowych Kotkowicach startowały samoloty biorące udział w inwazji na Polskę. Luftwaffe wykonywało loty bojowe z Nowych Kotkowic do 10 marca 1945. Następnie, w latach 1945–1946 z lotniska korzystało lotnictwo ZSRR.
W latach 1945–1950 Nowe Kotkowice należały do województwa śląskiego, a od 1950 do województwa opolskiego. W latach 1945–1954 wieś należała do gminy Biedrzychowice, w latach 1954–1961 do gromady Rozkochów, a w latach 1961–1972 do gromady Kórnica. Podlegała urzędowi pocztowemu w Głogówku.

## Mieszkańcy
Miejscowość zamieszkiwana jest przez mniejszość niemiecką oraz Ślązaków. Mieszkańcy wsi posługują się gwarą prudnicką, będącą odmianą dialektu śląskiego.

### Liczba mieszkańców wsi
- 1871 – 83[26]
- 1885 – 96[27]
- 1905 – 110[28]
- 1910 – 103[29]
- 1933 – 134[30]
- 1939 – 138[30]
- 1966 – 96[31]
- 1998 – 112[32]
- 2002 – 118[32]
- 2009 – 112[32]
- 2011 – 105[32]
- 2013 – 109[33]

## Transport

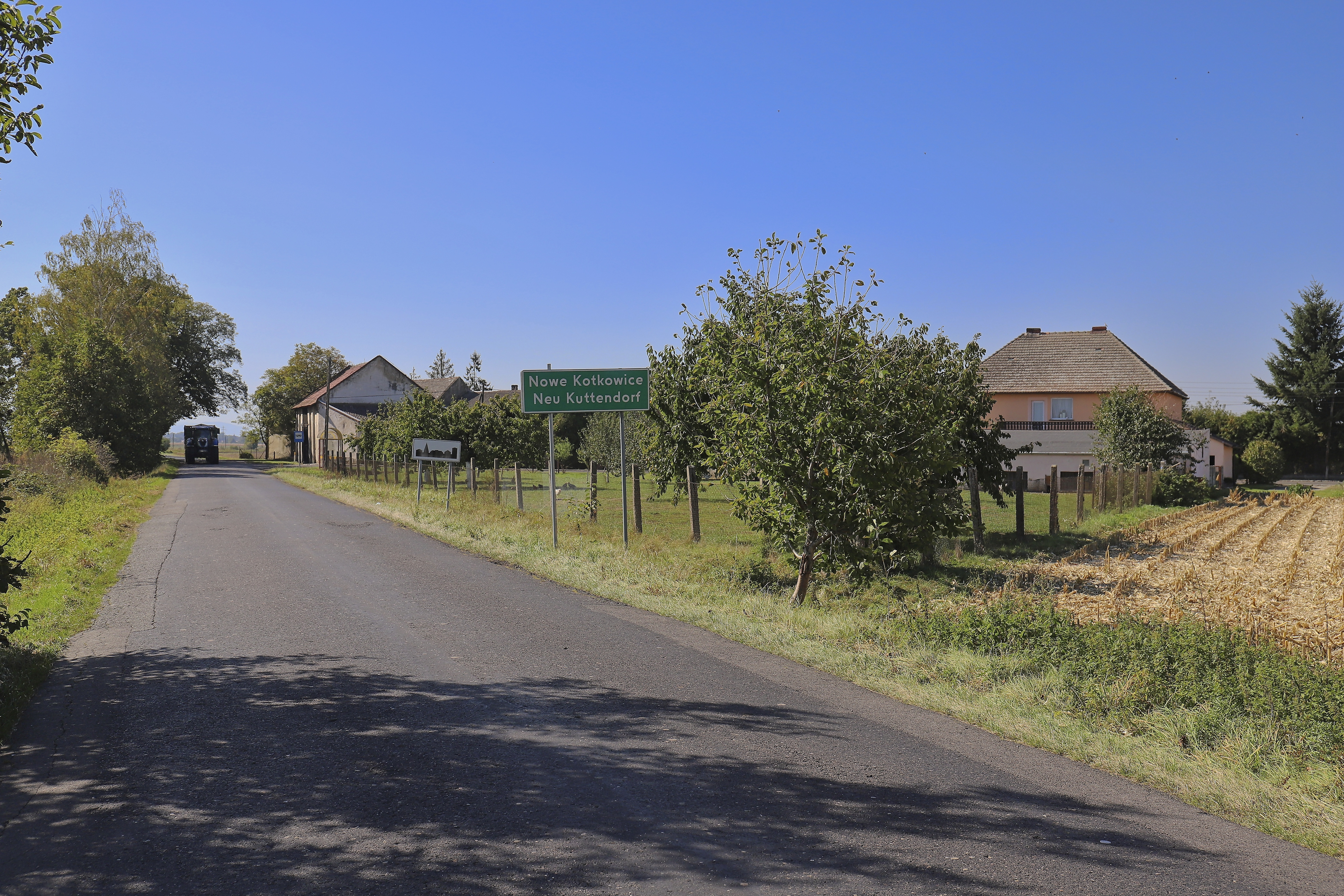
Wjazd do Nowych Kotkowic

W zarządzie Wydziału Drogownictwa Starostwa Powiatowego w Prudniku znajduje się droga powiatowa nr 1210O relacji Głogówek – Nowe Kotkowice – Żużela.
Nowe Kotkowice posiadają połączenia autobusowe z Głogówkiem. We wsi znajdują się dwa przystanki autobusowe – „Nowe Kotkowice”, „Chudoba”.

## Religia

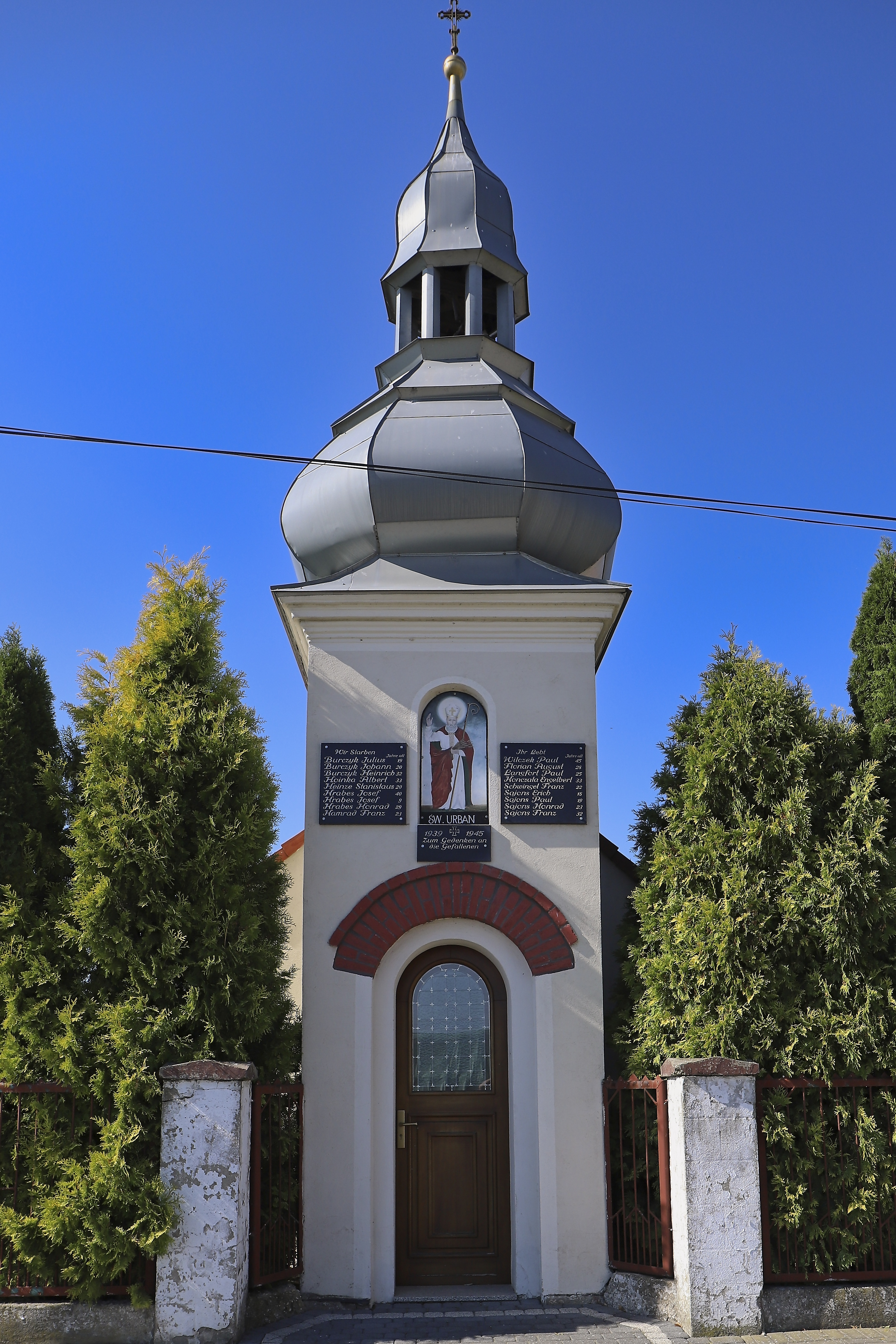
Kaplica

Katolicy z Nowych Kotkowic należą do parafii św. Bartłomieja w Głogówku (dekanat Głogówek).

## Turystyka
Oddział PTTK „Sudetów Wschodnich” w Prudniku ustanowił turystyczną Odznakę Krajoznawczą Ziemi Prudnickiej, którą zdobywa się poprzez zwiedzenie odpowiedniej liczby obiektów w miejscowościach położonych na ziemi prudnickiej, w tym w Nowych Kotkowicach.
12 lipca 2010, w ramach organizowanego w Prudniku VI Europejskiego Tygodnia Turystyki Rowerowej, w którym wzięli udział rowerzyści z całej Europy, przez Nowe Kotkowice prowadziła trasa „Szlakiem Pielgrzyma”.

## Bezpieczeństwo
Miejscowość jest pod opieką dzielnicowego rejonu służbowego nr 11 Komendy Powiatowej Policji w Prudniku (Komisariat Policji w Głogówku).
Teren wsi, jak i całej gminy Głogówek, położony jest w strefie nadgranicznej w związku z czym Straż Graniczna dysponuje, na tym obszarze, specjalnymi kompetencjami w zakresie bezpieczeństwa. Gminę Głogówek obejmuje zasięgiem służbowym placówka Straży Granicznej w Opolu ze Śląskiego Oddziału SG.